# Ernst Bredberg
Ernst Bredberg, född 15 januari 1877, död 6 juli 1970 i Oscars församling i Stockholm, var en svensk militär och idrottsledare. Han var bror till Axel Bredberg.
Bredberg blev officer 1899, underintendent vid Intendenturkåren 1905 och överstelöjtnant 1936. Han var 1908–1916 vice ordförande i Fredrikshofs idrottsförening, 1914–1916 ledamot av Riksidrottsförbundets stadgeutskott, och var från 1920 medlem av dess överstyrelse och förvaltningsutskott, vars ordförande han var 1921–1940. Bredberg var från 1924 medlem av Sveriges olympiska kommitté, från 1925 av Stadionstyrelsen, från 1935 ledamot av direktionen för Gymnastiska centralinstitutet samt från 1940 vice ordförande i Riksidrottförbundets överstyrelse. Han är begraven på Vallby kyrkogård.